# Троїца-Ноуе
Троїца-Ноуе (рум. Troița Nouă) — село в Аненій-Нойському районі Молдови. Входить до складу комуни, адміністративним центром якої є село Чобановка.

## Населення
За даними перепису населення 2004 року у селі проживали 493 особи.
Національний склад населення села:
| Національність       | Кількість осіб | Відсоток |
| -------------------- | -------------- | -------- |
| українці             | 263            | 53,3%    |
| молдавани            | 170            | 34,5%    |
| росіяни              | 47             | 9,5%     |
| гагаузи              | 6              | 1,2%     |
| інша / без відповіді | 7              | 1,4%     |
| Всього               | 493            | 100%     |